# Stag film
Un stag film (également nommé blue movie ou smoker ) est un type de film pornographique produit en secret dans les deux premiers tiers du XXe siècle. En règle générale, les stag films partageaient certaines caractéristiques :  ils étaient brefs (environ 12 minutes au plus), étaient muets, montraient des comportements sexuels explicites ou graphiques destinés à attirer les hommes, et étaient produits clandestinement en raison des lois de censure. Des stag films ont été projetés à un public entièrement masculin dans des fraternités ou des lieux similaires. Les observateurs réagissaient collectivement au film de manière très vive, échangeant des plaisanteries sexuelles et parvenant à l'excitation sexuelle. En Europe, les stag films étaient souvent projetés dans des bordels.
Les historiens du cinéma décrivent les stag films comme une forme primitive de cinéma parce qu'ils ont été produits par des artistes masculins anonymes et amateurs qui ne parvenaient généralement pas à assurer la cohérence et la continuité narratives. Nombre de ces films sont archivés par l'institut Kinsey. La plupart des stag films sont dans un état de délabrement et n'ont aucun droit d'auteur, crédits ou paternité reconnus. L'ère du stag film prend fin en raison des débuts de la révolution sexuelle dans les années 1950, en combinaison avec les nouvelles technologies visuelles de l'après-guerre, telles que 16 mm, 8 mm et le Super 8. Les chercheurs de l'institut Kinsey pensent qu'il y a environ 2000 stag films produits entre 1915 et 1968.
Le cinéma américain du stag film a reçu l'attention des universitaires au milieu des années 1970, d'abord celle de chercheurs masculins, comme Di Lauro et Gerald Rabkin dans Dirty Movies  de (1976), puis plus récemment par des historiens de la culture féministes et gays, comme Linda Williams dans Hard Core: Power Pleasure, and the «Frenzy of the Visible» (1999) et Thomas Waugh dans Homosociality in the Classical American Stag Film: Off-Screen, On-screen (2001).

## Histoire

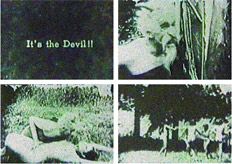
Certains historiens considèrent le film argentin El Satario, tourné entre 1907 et 1912, comme le plus ancien film pornographique conservé

Bien avant l'ère de la pornographie sur Internet et une acceptation générale de la production pornographique, la pornographie était un phénomène clandestin. Les stag films ont été réalisés par des hommes pour des hommes. Les projections de ces films étaient itinérantes et constituaient des expositions secrètes dans des bordels ou des fumoirs. Les stag films étaient un phénomène entièrement clandestin. Ce n'est qu'à l'ère du « porn chic » des années 1970 que le cinéma sexuellement explicite gagne une reconnaissance et un droit de cité dans la société dominante. Contrairement à aujourd'hui, l'affichage à l'écran de la jouissance, comme l'orgasme masculin ou féminin, n'était pas une convention du stag film. Pour décrire les scènes de sexe de ces films, Linda Williams parle de meat shot (« coup de viande ») pour désigner une représentation en gros plan et hardcore des rapports sexuels. Comme il n'y a pas de citations directes ou d'histoires orales des participants à ce cinéma clandestin, les chercheurs connaissent les stag films principalement à travers des récits écrits. Selon Williams, si les stag film ont persisté pendant une si longue période, c'est parce qu'ils étaient coupés des expressions plus publiques de la sexualité.
Le film allemand Am Abend, le film argentin El Sartorio et le film américain A Free Ride (ou A Grass Sandwich), produits entre les années 1907 et 1915, sont trois des premiers films pornographiques hardcore qui ont été rassemblés à l'Institut Kinsey.

## Étude et analyse

### Critiques féministes

#### Culture patriarcale

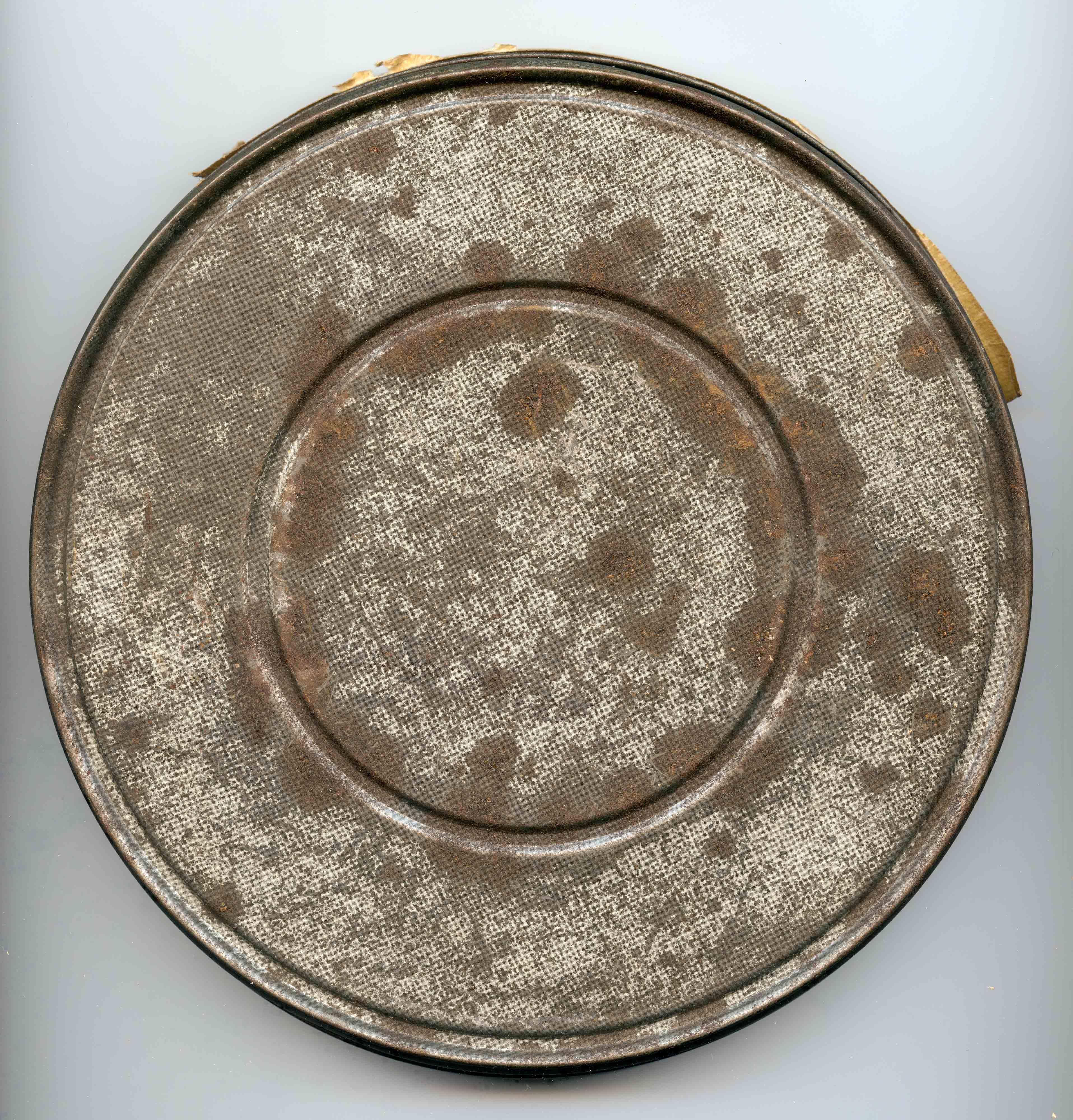
Un exemple de 16 mm en état de décomposition.

Selon la spécialiste du cinéma Linda Williams, le stag film américain démontre l'obsession de la culture patriarcale dans une recherche désespérée de ce qu'elle appelle « the unknowable 'truth' of sex » (« la vérité du sexe impossible à connaître »). Dans ses travaux sur le stag film, Williams se concentre sur la mise en évidence de l'obsession des cinéastes anonymes pour l'inconnu de la sexualité féminine. Williams fait également valoir qu'un point de vue féminin est rarement montré dans le genre du stag film, ce qui fait que le corps féminin devient un objet. Toutefois, dans son analyse, elle souligne les vacillations de la sexualité féminine dans les stag films et soutient que la sexualité n'y est pas problématisée, contrairement à la pornographie hardcore des années 1970.
Les premiers critiques du genre, Di Lauro et Rabkin, ont fait valoir que les interprètes masculins des stag films sont également objectivés et qu'ils sont encore moins humanisés que les femmes qui sont au centre de l'attention car « en tant qu'acteurs [les hommes] ne sont pas visibles dans leur pleine humanité». Williams considère que cette défense de la pornographie « ignore la structure de pouvoir plus large dans laquelle se produisent la déshumanisation et l'objectivation supposément égalisées» des acteurs et des actrices de ces films. S'inspirant des études du critique d'art John Berger sur les traditions de l'art européen des peintures à l'huile de nus, Williams soutient que le véritable sujet des stag films est dans l'œil du spectateur. Selon elle, le point de vue est toujours celui du phallus, conférant un discours dominant uniquement aux hommes. De plus, Williams détecte des éléments misogynes établis au début du développement de ce genre qui infléchissent les représentations les plus idéalisantes et fétichisantes des organes génitaux féminins. L'acte de se rassembler collectivement pour être excité lors de projections de stag films constitue ce que le théoricien du cinéma Thomas Waugh décrit comme "la reconstitution de certaines dynamiques structurelles de base du patriarcat, à savoir, l'échange masculin à travers les femmes, en l'occurrence l'échange de fantasmes et d'images de femmes ». 

#### Voyeurisme
Le voyeurisme est un thème évident et un élément central des codes et conventions du stag film. Williams fait valoir que nombre de ces œuvres, dont Am Abend et A Free Ride « incorporent le voyeurisme dans leurs récits comme stratégies à la fois pour exciter leurs personnages et pour faire correspondre l'apparence du personnage avec celle du spectateur ». Elle décrit cela comme un moyen pour le spectateur de s'identifier au mâle qui regarde le corps de la femme dans le récit du film. La théorie de William sur le discours du stag film est qu '« il oscille entre l'impossible relation directe d'un spectateur avec l'objet exhibitionniste qu'il regarde en gros plan et le voyeurisme idéal d'un spectateur qui observe un événement sexuel dans lequel agit pour lui. un homme de substitution ».

### Théorie queer: l'homosocialité au cœur de la société américaine
Le professeur Thomas Waugh étudie les stag films dans le contexte de l'homosocialité (c'est-à-dire des relations homosexuelles qui ne sont ni sexuelles ni romantiques). Il soutient que ce phénomène réussit finalement à éclairer la masculinité à travers le «phallus symbolique». Dans son essai, Waugh soutient que « les stag films, à la fois à l'écran et hors de l'écran, sont résolument engagés avec le noyau homosocial de la masculinité telle qu'elle est construite au sein de la société américaine». Waugh souligne le fait que dans la plupart des cas, les réalisateurs anonymes de l'apogée du stag film évitent de montrer des organes masculins à l'écran, tandis que le public est entièrement masculin. Dans leur histoire du stag film, Di Lauro et Rabkin (1976) parlent avec nostalgie du stag film comme une plate-forme pour le lien social et la camaraderie entre hommes. Williams et Waugh conviennent tous deux qu'il existe un besoin pressant pour le spectateur de s'identifier aux autres hommes du public, de prouver sa masculinité en se liant à d'autres spectateurs masculins, afin d'échapper au sous-entendu homosexuel que consisterait le fait de regarder les pénis des autres hommes. Waugh soutient que cette mentalité et ce corpus de films érotiques clandestins "expose le spectre de la socialité masculine, l'expérience d'avoir un pénis et d'être blanc pendant les deux premiers tiers du XXe siècle". Selon Waugh, la culture du stag film constituait une arène dans laquelle le comportement homosocial renforçait la masculinité dans les désirs sexuels des hommes contenus dans la culture pop américaine. Waugh souligne également quelques subversions à cette dynamique, décrivant le dessin animé Buried Treasure (c. 1928) comme une « interrogation ouverte de la masculinité ». Waugh suggère enfin que le comportement du public des stag films est façonné non seulement par la censure, mais aussi par la honte et le désaveu.

## Filmographie
- Le Coucher de la Mariée, France, 1896
- A Free Ride, USA, 1917–19
- Am Abend, Allemagne, 1910
- El Sartorio, Argentine, 1907–15
- Getting His Goat, USA, 1923
- The Casting Couch (it), USA, 1924
- La Maîtresse du Capitaine des Meydeux, France, 1924
- Le Ménage moderne de Madame Butterfly, France, 1925
- Forbidden Daughters, USA, 1927
- Hollywood Script Girl, USA, 1928
- Le Pompier des Folies Bergères, France, 1928
- Uncle Si and the Sirens, USA, c. 1928
- Buried Treasure', USA, c. 1930
- The Hypnotist, USA, c. 1930s
- Surprise of a Knight, USA, c. 1930
- Fun and Frolic in the Photographer's Studio, USA, c. 1940s
- While the Cat's Away, USA, c. 1950s
- A Late Visitor, AMG, USA, c. 1959